# Левин, Анатолий Абрамович
Анатолий Абрамович Левин (род. 1 декабря 1947, Москва) — советский и российский дирижёр и музыкальный педагог, заслуженный артист Российской Федерации (1997).
Художественный руководитель и дирижёр симфонического оркестра студентов Московской консерватории (c 2008 г.), дирижёр симфонического оркестра Академического музыкального училища при МГК им. П. И. Чайковского (с 1991 г.), художественный руководитель и главный дирижёр Молодёжного симфонического оркестра Поволжья, художественный руководитель и главный дирижёр Концертного симфонического оркестра при Московской государственной консерватории.

## Биография

### Семья и ранние годы
Родился 1 декабря 1947 г. в Москве. В семье профессиональных музыкантов не было (отец — журналист, мать — преподаватель французского языка).
В возрасти 10 лет по рекомендации хормейстера Лидии Владимировны Тихеевой попал в оркестр музыкальной школы, которым руководил Владимир Михайлович Есипов, впоследствии — известный российский дирижёр.
Учиться музыке начал с детства, первым музыкальным инструментом стала виолончель.

### Образование
В 1963 г. окончил музыкальную школу № 1 им. С. Прокофьева, затем поступил в Московское академическое музыкальное училище при Московской консерватории имени П. И. Чайковского по классу альта у Е. В. Страхова, которое окончил с отличием в 1967 году.
Продолжил занятия альтом в Московской консерватории в классе профессора Е. Страхова. В 1970 г. одновременно начал заниматься в классе оперно-симфонического дирижирования у профессора Лео Гинзбурга.
В 1972 г. он окончил консерваторию с отличием по классу альта, а в 1973 г. — как оперный и симфонический дирижёр.

### Трудовая деятельность
В январе 1973 г. Анатолий Левин приглашен знаменитым оперным и театральным режиссёром Борисом Покровским на работу в недавно созданный Московский камерный музыкальный театр, где проработал до 2007 года. Принял участие в постановке и исполнении спектаклей «Нос», «Игроки», «Антиформалистический раек», «Век DSCH» Д. Шостаковича, «Похождения повесы», «Байка», «Свадебка», «История солдата» И. Стравинского, «Директор театра» В. А. Моцарта, «Жизнь с идиотом» А. Шнитке, «Сокол Федериго дельи Альбериги» Д. Бортнянского, «Шинель» и «Коляска» А. Холминова, опер Гайдна, Моцарта, Денисова и т. д.
Работая в Московском камерном музыкальном театре, Анатолий Левин гастролировал во многих городах СССР, дирижировал в известных концертных залах и оперных театрах Европы, Южной Америки и Японии. Его работа (выступления во Франции, Германии, на музыкальном фестивале в Западном Берлине в 1976 и 1980 гг., Брайтонском музыкальном фестивале в Великобритании; в театре «Коллон» в Буэнос-Айресе, «Ля Фениче» в Венеции и т. д.) высоко оценивалась музыкальными критиками этих стран.
С 1991 руководит Симфоническим оркестром Академического музыкального училища при Московской консерватории.
В 2002—2008 — художественный руководитель и дирижёр Симфонического оркестра студентов младших курсов Московской консерватории, с 2008 — художественный руководитель и дирижёр Симфонического оркестра студентов Московской консерватории.
Также с 2002 является художественным руководителем и главным дирижёром Молодёжного симфонического оркестра Поволжья.
С сентября 2007 возглавил вновь созданный Концертный симфонический оркестр Московской консерватории.
Профессор кафедры оперно-симфонического дирижирования Московской консерватории им. П. И. Чайковского.

## Дискография
A. Левин сделал много записей, в том числе опер Бортнянского, Моцарта, Холминова, Тактакишвили и т. д. В 1997 г. он записал компакт-диск оперы Стравинского «Похождение повесы» с японской компанией звукозаписи «Классика ДЛМ». Эта работа была высоко оценена японскими музыкальными критиками. В Японии же были выпущены видео-версии «Байки» Стравинского, «Свадьбы» Холминова и «Директора театра» Моцарта. В 1995 г. A. Левин вместе с солистом Московского камерного музыкального театра Алексеем Мочаловым и Камерным молодёжным оркестром подготовил и записал компакт-диск произведений Шостаковича для баса и камерного оркестра («Антиформалистический раек», музыка к спектаклю «Король Лир», «4 романса капитана Лебядкина», «Из английской народной поэзии») с французско-русской фирмой звукозаписи «Российские сезоны». Эта звукозапись получила приз «Диапазон д’ор» в декабре 1997 г. и наивысшую оценку журнала «Монд де ля мюзик».

## Творческое сотрудничество
Анатолий Левин дирижировал такими оркестрами, как Российский государственный академический симфонический оркестр, Российский государственный симфонический оркестр кинематографии, Академический камерный оркестр «Музыка Viva», Симфонический оркестр Московской государственной филармонии, оркестр «Новая Россия», Государственная академическая симфоническая капелла России. В январе 2007 г. выступил с Симфоническим Оркестром Йельского университета (США).
Сотрудничал с такими музыкантами как Валерий Афанасьев, Наталья Гутман, Элисо Вирсаладзе, Николай Петров, Александр Рудин, Дмитрий Башкиров, Алексей Любимов, Дитрих Хеншель, лауреаты международных конкурсов Граф Муржа, Александр Тростянский, Денис Шаповалов, Алексей Володин, Яков Кацнельсон, Хибла Герзмава, Сергей Антонов, Александр Бузлов, Нарек Ахназарян, Екатерина Мечетина и многими другими.
В Молодёжном симфоническом оркестре Поволжья проводил мастер-классы для молодых дирижёров Максима Емельянычева, Тимура Зангиева, Валентина Урюпина, Азиза Шохакимова и других.

## Признание
Указом Президента Российской Федерации от 19.11.1997 г. № 1240 за заслуги в области искусства Анатолию Левину — преподавателю Академического музыкального училища при Московской государственной консерватории имени П. И. Чайковского было присвоено звание «Заслуженный артист Российской Федерации».
В 2022 году запись концертного исполнения Молодёжным симфоническим оркестром Поволжья под управлением А. Левина «Танца ломового извозчика» из балета Д. Шостаковича «Болт» набрала более 130 тысяч просмотров на Youtube.
В 2022 году Анатолий Левин и Концертный симфонический оркестр Московской Консерватории в программе с выпускниками класса профессора Доренского стали победителями Первой большой оркестровой премии "440 герц в номинации «Аккомпанемент».